# بازی‌های ایرانی
نام برخی از بازی‌ها و بازیچه‌های سنتی ایرانی و اصطلاحات در بازی‌ها:
- گل یا پوچ
- شطرنج
- دارچوپ (الش ماسه، کیلی بازی، کلیکا، دارگَتِلاو…)
- ۴۱۱۴۸
  - آپوق
- آتش فراز
- آ؛ تشین مار
- آخردست
- آفتاب دزدک
- آغوز بازی (گردو بازی مازندرانی و گیلانی)
- اَلو پلو
- آوند (نام پارسی شطرنج است)
- اتل متل توتوله
- اتولوک بازی، رینگ و اتولوک بازی (Raing - o - Otoloc Bazi)، رایج در اشکذر یزد
- اخلکندو
- ارغشتک
- ارک
- ارهنگ ارهنگ اسب چه رنگ؟
- استا سلام حیدری
- استخوان مهتاب
- استوپ هواییهوایی
- قایم باشک
- اسم بازی
- اسم پیشونی
- اسم فامیل
- اسمی
- اشتالنگ
- بازی اش تی تی
- الک‌دولک
- انگلندو
- بادافره (فرفره)
- بادبادک بازی
- بادبر
- بادپیچ
- بادفرنگ
- بادبادک بازی
- بادکنک بازی
- بازی رنگها
- بازی شناسایی
- بازپیچ
- بازنیچ
- بانوچ
- بالا بلندی
- بَد بَده (زو)
- بر زدن
- بژول (استخوان اشتالنگ)
- بشین و پاشو
- بورک
- بیست سؤالی
- پاسپار (لگدبازی)
- پانتومیم
- پژول (گلولهٔ بازی)
- پشتک
- پک
- پگ
- پل
- پله
- پِل چُفتِه (بازی مهردشتی)
- پهنه
- پیاده
- تاپ‌تاپه‌خمیر
- تیله بازی (بازی یزدی)
- تتی (خمیربازی)
- تخته نرد (نرد بازی)
- تَخش (تیر آتشبازی)
- تخم مرغ بازی
- تُرتُرک (بازی سرخوردن از کوه در شیراز)
- تشت و خایه
- تَشیره (تیله)
- تک
- توپ بازی
- توپ چرخی
- توژی (غذا خوردن دانگی بچه‌ها)
- تیرتخش
- تیله بازی
- جدانک یا کوزه گردان
- جرنگ جرنگ
- جمله سازی
- جَمهَلو
- جنگ بازی
- جوگندم
- چال
- چالیک
- چپچله
- چرخوک
- چشم بندک
- چشمک
- چفته
- چلانک
- چلک
- چنچولی (تاب بازی)
- چوگان
- چوگانی (اسب درخور بازی چوگان)
- خاله بازی
- خاله بزغاله
- خرپلیس
- خروس جنگی
- خونه بازی
- دبلنا
- دستش ده (دست رشته، دشتش نه)
- دستمال پشتی
- دست بازی
- دوز
- دومینو
- دیدار قاتل
- ریگک
- زو
- سنگ کاغذ قیچی
- سنگ کرنو
- شاه دزد وزیر
- شیطونک
- شکرپنیر
- شمع گل پروانه
- عروسک بازی
- قایم‌باشک
- کلاغ پر
- گرگم‌به‌هوا
- گرگی‌لی‌لی
- مامان بازی
- ماروپله
- مافیا (بازی)
- مشاعره
- منچ
- نقطه خط
- نون بیار کباب ببر
- نه(۹) ریگک
- هپ
- هفت‌سنگ
- یک‌قل‌دوقل
- یه مرغ دارم
- چری نری
- اوسولولو
- دورنا وردی
- آرادا قالدی (وسطی)